# Liudmyla Vypyrailo
Liudmyla Olexandrivna Vypyrailo –en ucraniano, Людмила Олександрівна Випирайло– (Simferópol, 19 de julio de 1979) es una deportista ucraniana que compitió en ciclismo en la modalidad de pista, especialista en las pruebas de scratch y ómnium.
Ganó una medalla de bronce en el Campeonato Mundial de Ciclismo en Pista de 2005 y una medalla de oro en el Campeonato Europeo de Ómnium de 2004.

## Medallero internacional
| Campeonato Mundial | Campeonato Mundial            | Campeonato Mundial | Campeonato Mundial |
| Año                | Lugar                         | Medalla            | Competición        |
| ------------------ | ----------------------------- | ------------------ | ------------------ |
| 2005               | Los Ángeles ( Estados Unidos) | Medalla de bronce  | Scratch            |
| Campeonato Europeo |                               |                    |                    |
| Año                | Lugar                         | Medalla            | Competición        |
| 2004               | Valencia ( España)            | Medalla de oro     | Ómnium             |

1. ↑  Campeonato Europeo realizado sólo para la disciplina de ómnium.